# METTL5
METTL5 (англ. Methyltransferase like 5) – білок, який кодується однойменним геном, розташованим у людей на 2-й хромосомі. Довжина поліпептидного ланцюга білка становить 209 амінокислот, а молекулярна маса — 23 719.
| 10         |  | 20         |  | 30         |  | 40         |  | 50         |
| ---------- |  | ---------- |  | ---------- |  | ---------- |  | ---------- |
| MKKVRLKELE |  | SRLQQVDGFE |  | KPKLLLEQYP |  | TRPHIAACML |  | YTIHNTYDDI |
| ENKVVADLGC |  | GCGVLSIGTA |  | MLGAGLCVGF |  | DIDEDALEIF |  | NRNAEEFELT |
| NIDMVQCDVC |  | LLSNRMSKSF |  | DTVIMNPPFG |  | TKNNKGTDMA |  | FLKTALEMAR |
| TAVYSLHKSS |  | TREHVQKKAA |  | EWKIKIDIIA |  | ELRYDLPASY |  | KFHKKKSVDI |
| EVDLIRFSF  |  |            |  |            |  |            |  |            |

A: Аланін

C: Цистеїн

D: Аспарагінова кислота

E: Глутамінова кислота

F: Фенілаланін

G: Гліцин

H: Гістидин

I: Ізолейцин

K: Лізин

L: Лейцин

M: Метіонін

N: Аспарагін

P: Пролін

Q: Глутамін

R: Аргінін

S: Серин

T: Треонін

V: Валін

W: Триптофан

Кодований геном білок за функціями належить до трансфераз, метилтрансфераз. 